# Río Alibechka
El río Alibechka (en ruso: Алибе́чка) es un río del Gran Cáucaso en el distrito de Karacháyevsk de la república de Karacháyevo-Cherkesia del sur de Rusia. Es un afluente del Alibek, que lo es del Amanauz, componente del Teberdá que desemboca en el río Kubán.

## Curso
El río nace en un pequeño lago de la vertiente meridional del pico Kichi-Teberda (3574 m). Su curso, de 4.2 km de longitud, discurre en dirección sur y sudeste ladera abajo hasta llegar a la orilla izquierda del río Alibek al oeste de Dombái. 